# Qualificazioni al campionato mondiale di calcio a 5 2024 - UEFA - Turno preliminare

## Sorteggio
Il sorteggio per il turno di qualificazione si è tenuto il 7 dicembre 2021 alle 14:00 CET (UTC+1) al quartier generale dell'UEFA a Nyon, in Svizzera. Le fasce di sorteggio sono stilate sul ranking delle nazionali al mese di novembre 2021. Le 24 nazionali partecipanti sono state sorteggiate in sei gruppi di quattro squadre, contenenti una squadra per ogni fascia.
| Urna 1 (ospitanti) | Urna 2 (4ª fascia)                                                     | Urna 3 (3ª fascia)                          | Urna 4 (2ª fascia)                         | Urna 5 (1ª fascia)                          |
| --- | ---------------------------------------------------------------------- | ------------------------------------------- | ------------------------------------------ | ------------------------------------------- |
| - - Moldavia (1ª fascia) - Norvegia (1ª fascia) - Svezia (2ª fascia) - Germania (2ª fascia) - Bulgaria (3ª fascia) - Lituania (3ª fascia) | - - Estonia - Malta - Scozia - Gibilterra - Austria - Irlanda del Nord | - - Svizzera - Cipro - Andorra - San Marino | - - Danimarca - Armenia - Grecia - Israele | - - Montenegro - Albania - Kosovo - Turchia |

## Gruppi
Le prime due classificate di ogni girone e la migliore terza classificata raggiungono le prime 24 squadre del ranking al turno principale. Le gare si svolgeranno tra il 4 e il 13 aprile 2022. (H) indica la squadra ospitante. Gli orari sono indicati come CEST (UTC+2). Gli orari locali, se differenti, sono indicati tra parentesi.

### Gruppo A
| Squadra      | P.ti | G | V | N | P | GF | GS | DR  |
| ------------ | ---- | - | - | - | - | -- | -- | --- |
| Germania (H) | 7    | 3 | 2 | 1 | 0 | 16 | 3  | +13 |
| Montenegro   | 7    | 3 | 2 | 1 | 0 | 9  | 3  | +6  |
| Gibilterra   | 3    | 3 | 1 | 0 | 2 | 2  | 14 | -12 |
| San Marino   | 0    | 3 | 0 | 0 | 3 | 1  | 8  | -7  |

| Arbitri: | Ugur Cakmak Manuel Wolf Ali Jabrayilov |
| Crono:   | Omar Amarkhel                          |

|  |           |                 |
|  | Marcatori | 22'32'’ Vuletic |

| Arbitri: | Lars Van Leeuwen Ali Jabrayilov Manuel Wolf |
| Crono:   | Omar Amarkhel                               |

| |           |  |
| Fortuna 1'24'’ (aut.) Saglam 5'18'’, 16'32'’ Wittig 21'33'’ Meyer 26'14'’ Gecim 31'29'’ Matic 36'44'’ Garcia 37'56'’ (aut.) | Marcatori |  |

| Arbitri: | Ali Jabrayilov Ugur Cakmak Lars Van Leeuwen |
| Crono:   | Omar Amarkhel                               |

|                                                                               |           |  |
| Vuletic 4'47'’, 35'43'’ Cimbaljevic 17'48'’ Obradović 34'18'’ Vukovic 39'13'’ | Marcatori |  |

| Arbitri: | Manuel Wolf Lars Van Leeuwen Ugur Cakmak |
| Crono:   | Omar Amarkhel                            |

|  |           |                                                                      |
|  | Marcatori | 5'04'’, 19'31'’ Meyer 12'59'’ Sözer 28'52'’ Aghnima 30'41'’ Oliveira |

| Arbitri: | Ugur Cakmak Manuel Wolf Lars Van Leeuwen |
| Crono:   | Omar Amarkhel                            |

|                                |           |                   |
| El Andaloussi 24'27'’, 35'05'’ | Marcatori | 10'31'’ Busignani |

| Arbitri: | Lars Van Leeuwen Ali Jabrayilov Manuel Wolf |
| Crono:   | Omar Amarkhel                               |

|                                                      |           |                                       |
| Milanovic 22'52'’ Spasojević 35'52'’ Vuletic 39'05'’ | Marcatori | 3'58'’ Sözer 10'56'’ Meyer 13'11'’ Ak |

### Gruppo B
| Squadra      | P.ti | G | V | N | P | GF | GS | DR  |
| ------------ | ---- | - | - | - | - | -- | -- | --- |
| Danimarca    | 5    | 3 | 1 | 2 | 0 | 12 | 4  | +8  |
| Cipro        | 5    | 3 | 1 | 2 | 0 | 7  | 6  | +1  |
| Norvegia (H) | 4    | 3 | 1 | 1 | 1 | 13 | 6  | +7  |
| Malta        | 1    | 3 | 0 | 1 | 2 | 3  | 19 | -16 |

| Arbitri: | Vlad Nicolae Ciobanu Jacob Pawlowski Nebojsa Panic |
| Crono:   | Mats Thorsø Hansen                                 |

| |           |  |
| Veis 8'43'’, 21'41'’, 30'41'’ Zammit 8'57'’ (aut.) Jørgensen 19'07'’ (rig.) Laursen 29'44'’ Rasmussen 33'39'’ Moussa 35'00'’ | Marcatori |  |

| Arbitri: | Daniele D'Adamo Nebojsa Panic Jacob Pawlowski |
| Crono:   | Mats Thorsø Hansen                            |

|                                                     |           |                                   |
| El Kebbe 6'32'’ Tsitsos 21'04'’ Welo 26'10'’ (aut.) | Marcatori | 8'44'’ Schjetne 39'46'’ Halvorsen |

| Arbitri: | Jacob Pawlowski Daniele D'Adamo Vlad Nicolae Ciobanu |
| Crono:   | Mats Thorsø Hansen                                   |

|                              |           |                                |
| Kouloumbris 12'00'’, 12'41'’ | Marcatori | 17'34'’ Veis 32'34'’ Rasmussen |

| Arbitri: | Nebojsa Panic Vlad Nicolae Ciobanu Daniele D'Adamo |
| Crono:   | Mats Thorsø Hansen                                 |

| |           |               |
| Andreassen 4'36'’ Eggen 6'14'’ Skinlo 14'26'’ Moen 17'02'’, 22'16'’, 39'34'’ (rig.) Vie 19'07'’, 23'53'’ Welo 22'32'’ | Marcatori | 7'03'’ Sammut |

| Arbitri: | Daniele D'Adamo Nebojsa Panic Jacob Pawlowski |
| Crono:   | Mats Thorsø Hansen                            |

|                                  |           |                                       |
| Sciortino 23'42'’ Sammut 25'25'’ | Marcatori | 11'46'’ Kouloumbris 29'23'’ Skarparis |

| Arbitri: | Vlad Nicolae Ciobanu Jacob Pawlowski Nebojsa Panic |
| Crono:   | Mats Thorsø Hansen                                 |

|                          |           |                               |
| Vie 2'16'’ Økland 3'06'’ | Marcatori | 5'28'’ Falck 12'47'’ Flyvholm |

### Gruppo C
| Squadra      | P.ti | G | V | N | P | GF | GS | DR  |
| ------------ | ---- | - | - | - | - | -- | -- | --- |
| Armenia      | 9    | 3 | 3 | 0 | 0 | 16 | 1  | +15 |
| Kosovo       | 6    | 3 | 2 | 0 | 1 | 7  | 3  | +4  |
| Bulgaria (H) | 3    | 3 | 1 | 0 | 2 | 9  | 7  | +2  |
| Scozia       | 0    | 3 | 0 | 0 | 3 | 3  | 24 | -21 |

| Arbitri: | Yiangos Yiangou Georgios Kozakos Šarūnas Tamulynas |
| Crono:   | Kaloyan Kirilov                                    |

| |           |  |
| Rodriguinho 0'52'’, 25'47'’ Mashumyan 5'42'’ Sanosyan 9'07'’, 12'00'’ Vitinho 13'43'’ Galstyan 17'58'’ Carvalho 25'00'’ Melkonyan 29'00'’ Margaryan 34'09'’ Aslanian 38'43'’ | Marcatori |  |

| Arbitri: | Dario Pezzuto Šarūnas Tamulynas Georgios Kozakos |
| Crono:   | Kaloyan Kirilov                                  |

|  |           |                                  |
|  | Marcatori | 16'48'’ Maxharraj 26'17'’ Salihu |

| Arbitri: | Georgios Kozakos Dario Pezzuto Yiangos Yiangou |
| Crono:   | Kaloyan Kirilov                                |

|                                                  |           |                  |
| Maxharraj 2'41'’, 8'23'’, 35'11’ Hajdini 27'04'’ | Marcatori | 13'25'’ Steedman |

| Arbitri: | Šarūnas Tamulynas Yiangos Yiangou Dario Pezzuto |
| Crono:   | Kaloyan Kirilov                                 |

|  |           |                                                   |
|  | Marcatori | 0'18'’ Carvalho 17'13'’ Aslanian 38'47'’ Sanosyan |

| Arbitri: | Yiangos Yiangou Georgios Kozakos Dario Pezzuto |
| Crono:   | Kaloyan Kirilov                                |

|                  |           |                                       |
| Kelmendi 19'20'’ | Marcatori | 1'03'’ (aut.) Kelmendi 7'08'’ Vitinho |

| Arbitri: | Šarūnas Tamulynas Dario Pezzuto Georgios Kozakos |
| Crono:   | Kaloyan Kirilov                                  |

|                                     |           | |
| Robb 24'09'’ McLaren 25'52'’ (rig.) | Marcatori | 7'51'’, 32'02'’ Dobrichov 11'15'’, 12'35'’ Baharov 22'01'’ (aut.) McLaren 23'08'’ Gerenski 25'15'’ Stoykov 36'49'’ Kuzmanov 38'09'’ Mihov |

### Gruppo D
| Squadra          | P.ti | G | V | N | P | GF | GS | DR |
| ---------------- | ---- | - | - | - | - | -- | -- | -- |
| Lituania (H)     | 9    | 3 | 3 | 0 | 0 | 8  | 1  | +7 |
| Israele          | 4    | 3 | 1 | 1 | 1 | 5  | 6  | -1 |
| Turchia          | 3    | 3 | 1 | 0 | 2 | 9  | 10 | -1 |
| Irlanda del Nord | 1    | 3 | 0 | 1 | 2 | 7  | 12 | -5 |

| Arbitri: | Giulio Colombin Arlind Subashi Doroteja Mušič |
| Crono:   | Dominykas Norkus                              |

|                                             |           |                                 |
| T. Shkolnik 18'52'’ Jubran 33'34'’, 35'32'’ | Marcatori | 3'28'’, 14'36'’, 24'08'’ Millar |

| Arbitri: | Filipe Gonçalo Santos Duarte Doroteja Mušič Arlind Subashi |
| Crono:   | Dominykas Norkus                                           |

|                                                                                        |           |                |
| Reimaris 1'29'’ Sendžikas 2'33'’ E. Baranauskas 10'46'’ (rig.) Ulberkis 18'51'’ (rig.) | Marcatori | 28'12'’ Keskin |

| Arbitri: | Arlind Subashi Filipe Gonçalo Santos Duarte Giulio Colombin |
| Crono:   | Dominykas Norkus                                            |

|                                                                                                  |           |                                                        |
| Eliaçık 0'50'’ Can Akparlak 12'06'’, 13'41'’ Aygün 16'02'’, 36'19'’ Ozkul 18'36'’ Keskin 27'54'’ | Marcatori | 7'10'’ Millar 13'16'’ Roohi 32'48'’, 38'00'’ Stapleton |

| Arbitri: | Doroteja Mušič Giulio Colombin Filipe Gonçalo Santos Duarte |
| Crono:   | Dominykas Norkus                                            |

|                                         |           |  |
| Zagurskas 8'12'’ E. Baranauskas 17'05'’ | Marcatori |  |

| Arbitri: | Giulio Colombin Filipe Gonçalo Santos Duarte Doroteja Mušič |
| Crono:   | Dominykas Norkus                                            |

|                 |           |                                    |
| Altunay 36'08'’ | Marcatori | 28'47'’ Halevi 34'53'’ T. Shkolnik |

| Arbitri: | Arlind Subashi Doroteja Mušič Filipe Gonçalo Santos Duarte |
| Crono:   | Dominykas Norkus                                           |

|  |           |                                         |
|  | Marcatori | 2'11'’ Voskunovič 2'43'’ E. Baranauskas |

### Gruppo E
| Squadra    | P.ti | G | V | N | P | GF | GS | DR |
| ---------- | ---- | - | - | - | - | -- | -- | -- |
| Svezia (H) | 7    | 3 | 2 | 1 | 0 | 13 | 5  | +8 |
| Austria    | 4    | 3 | 1 | 1 | 1 | 7  | 10 | -3 |
| Albania    | 3    | 3 | 1 | 0 | 2 | 5  | 9  | -4 |
| Andorra    | 3    | 3 | 1 | 0 | 2 | 9  | 10 | -1 |

| Arbitri: | Rastislav Behancin Mislav Džeko Tomasz Frak |
| Crono:   | Ademir Avdic                                |

|                                              |           |                                                        |
| Dos Santos 26'12'’ Regalo Figueiredo 36'47'’ | Marcatori | 12'00'’ (rig.) Kaca 30'40'’ Shkodra 37'43'’ A. Brahimi |

| Arbitri: | Tomasz Frak Yasin Alageyik Mislav Džeko |
| Crono:   | Ademir Avdic                            |

|                                            |           |                                    |
| Hiseni 14'14'’ Azizi 18'24'’ Cirak 18'52'’ | Marcatori | 4'13'’, 28'59'’ Meitz 6'06'’ Kreka |

| Arbitri: | Yasin Alageyik Rastislav Behancin Tomasz Frak |
| Crono:   | Ademir Avdic                                  |

|                                      |           |                                                 |
| S. Brahimi 5'49'’ A. Brahimi 22'46'’ | Marcatori | 13'42'’ Meitz 32'25'’ Milenkovic 39'46'’ Flögel |

| Arbitri: | Mislav Džeko Tomasz Frak Rastislav Behancin |
| Crono:   | Ademir Avdic                                |

|                                 |           |                                                                                         |
| Castro 0'50'’ Dos Santos 5'03'’ | Marcatori | 19'11'’ Bejan 22'56'’ Azizi 23'04'’, 25'04'’ Smajlovic 28'42'’ Zhubi 36'51'’ Söderqvist |

| Arbitri: | Yasin Alageyik Rastislav Behancin Mislav Džeko |
| Crono:   | Ademir Avdic                                   |

|               |           |                                                                                            |
| Jatic 22'04'’ | Marcatori | 2'49'’ Castro 17'15'’, 26'24'’ Regalo Figueiredo 38'20'’ Mesquita 39'29'’ Rodriguez Sierra |

| Arbitri: | Mislav Džeko Tomasz Frak Yasin Alageyik |
| Crono:   | Ademir Avdic                            |

|  |           |                                                               |
|  | Marcatori | 6'34'’ Gashi 20'22'’ Zhubi 22'55'’ (aut.) Kaca 26'26'’ Marrah |

### Gruppo F
| Squadra      | P.ti | G | V | N | P | GF | GS | DR  |
| ------------ | ---- | - | - | - | - | -- | -- | --- |
| Moldavia (H) | 9    | 3 | 3 | 0 | 0 | 8  | 2  | +6  |
| Grecia       | 6    | 3 | 2 | 0 | 1 | 11 | 5  | +6  |
| Svizzera     | 3    | 3 | 1 | 0 | 2 | 11 | 12 | -1  |
| Estonia      | 0    | 3 | 0 | 0 | 3 | 5  | 16 | -11 |

| Arbitri: | Dejan Veselic Nicolas Nicolaou Maximilian Alkofer |
| Crono:   | Igor Soltanici                                    |

|                                                                       |           |                            |
| Ntatis 4'28'’ Manos 6'09'’ Tsinas 11'47'’ Karambelas 21'21'’, 30'03'’ | Marcatori | 6'18'’ Vnukov 17'50'’ Laas |

| Arbitri: | Juan Boelen Maximilian Alkofer Nicolas Nicolaou |
| Crono:   | Igor Soltanici                                  |

|                      |           |                                                                   |
| Marcoyannakis 3'04'’ | Marcatori | 19'45'’ Tacot 22'05'’ Obadă 22'27'’ Niţa 25'46'’ (rig.) A. Negara |

| Arbitri: | Nicolas Nicolaou Juan Boelen Dejan Veselic |
| Crono:   | Igor Soltanici                             |

|               |           |                                                                         |
| Gössi 18'20'’ | Marcatori | 6'25'’, 38'38'’ Karavidas 11'05'’ Floros 13'32'’ Karydas 16'48'’ Tsinas |

| Arbitri: | Maximilian Alkofer Dejan Veselic Juan Boelen |
| Crono:   | Igor Soltanici                               |

|                                 |           |  |
| Laşcu 12'40'’ A. Negara 17'37'’ | Marcatori |  |

| Arbitri: | Juan Boelen Maximilian Alkofer Nicolas Nicolaou |
| Crono:   | Igor Soltanici                                  |

|                                          |           | |
| Savikink 13'14'’ Vnukov 31'52'’, 34'43'’ | Marcatori | 2'51'’ Florin 5'35'’, 12'12'’ Qerfozi 8'07'’ Spiegel 22'54'’, 29'58'’ Marcoyannakis 28'21'’ (aut.) Naal 32'52'’ Gössi 35'46'’ (aut.) Pulkkinen |

| Arbitri: | Dejan Veselic Nicolas Nicolaou Maximilian Alkofer |
| Crono:   | Igor Soltanici                                    |

|                             |           |                |
| Obadă 18'40'’ Tacot 19'57'’ | Marcatori | 39'40'’ Ntatis |

### Confronto tra le terze classificate[2]
| Girone   | Squadra    | Pt | G | V | N | P | GF | GS | DR  |
| -------- | ---------- | -- | - | - | - | - | -- | -- | --- |
| Gruppo B | Norvegia   | 4  | 3 | 1 | 1 | 1 | 13 | 6  | +7  |
| Gruppo C | Bulgaria   | 3  | 3 | 1 | 0 | 2 | 9  | 7  | +2  |
| Gruppo F | Svizzera   | 3  | 3 | 1 | 0 | 2 | 11 | 12 | -1  |
| Gruppo D | Turchia    | 3  | 3 | 1 | 0 | 2 | 9  | 10 | -1  |
| Gruppo E | Albania    | 3  | 3 | 1 | 0 | 2 | 5  | 9  | -4  |
| Gruppo A | Gibilterra | 3  | 3 | 1 | 0 | 2 | 2  | 14 | -12 |

Legenda:
      Turno principale
Regole per gli ex aequo: 1) punti; 2) differenza reti; 3) reti segnate; 4) vittorie; 5) punti disciplinari; 6) ranking UEFA

## Squadre qualificate
| Gruppo | Vincitrici | 2ᵉ classificate | Migliore 3ª classificata |
| ------ | ---------- | --------------- | ------------------------ |
| A      | Germania   | Montenegro      |                          |
| B      | Danimarca  | Cipro           | Norvegia                 |
| C      | Armenia    | Kosovo          |                          |
| D      | Lituania   | Israele         |                          |
| E      | Svezia     | Austria         |                          |
| F      | Moldavia   | Grecia          |                          |